# Николаевка (Целинный район)
Николаевка — деревня в Целинном муниципальном округе Курганской области России.

## География
Деревня находится на юго-западе Курганской области, в пределах юго-западной части Западно-Сибирской равнины, в лесостепной зоне, на южном берегу озера Латышева, на расстоянии примерно 23 километров (по прямой) к юго-западу от села Целинного, административного центра округа. Абсолютная высота — 174 метра над уровнем моря.

### Климат
Климат характеризуется как резко континентальный, с холодной продолжительной малоснежной зимой и жарким сухим летом. Средняя продолжительность безморозного периода составляет 113 дней. Среднегодовое количество атмосферных осадков — 397мм.

## История
До 1917 года входила в состав Кочердыкской волости Челябинского уезда Оренбургской губернии. По данным на 1926 год хутор Николаевка состоял из 8 хозяйств. В административном отношении входил в состав Кременовского сельсовета Кочердыкского района Челябинского округа Уральской области.

## Население
| 1989 | 2002 | 2010 |
| ---- | ---- | ---- |
| 126  | ↗135 | ↘84  |

По данным переписи 1926 года на хуторе проживало 52 человека (32 мужчины и 20 женщин), в том числе: немцы составляли 88 % населения, украинцы - 12 %.

### Гендерный состав
По данным Всероссийской переписи населения 2010 года в гендерной структуре населения мужчины составляли 50 %, женщины — соответственно также 50 %.

### Национальный состав
Согласно результатам Всероссийской переписи населения 2002 года, в национальной структуре населения русские составляли 53 %.